# Neoleonardia chitinosa
Neoleonardia chitinosa är en insektsart som beskrevs av Brimblecombe 1953. Neoleonardia chitinosa ingår i släktet Neoleonardia och familjen pansarsköldlöss. Inga underarter finns listade i Catalogue of Life.